# Stata
Stata (/ˈsteɪtə/, STAY-ta, alternativament /ˈstætə/, ocasionalment estilitzat com STATA) és un paquet de programari estadístic de propòsit general desenvolupat per StataCorp per a la manipulació de dades, visualització, estadístiques i informes automatitzats. És utilitzat per investigadors en molts camps, com ara la biomedicina, l'economia, l'epidemiologia i la sociologia.
Stata va ser desenvolupat inicialment pel Computing Resource Center de Califòrnia i la primera versió es va publicar el 1985. El 1993, l'empresa es va traslladar a College Station, TX i va ser rebatejada com a Stata Corporation, ara coneguda com a StataCorp. Un llançament important el 2003 va incloure un nou sistema de gràfics i quadres de diàleg per a totes les ordres. Des d'aleshores, s'ha llançat una nova versió cada dos anys. La versió actual és Stata 18, llançada l'abril de 2023.

## Descripció tècnica i terminologia
Des de la seva creació, Stata sempre ha utilitzat una interfície de línia d'ordres integrada. A partir de la versió 8.0, Stata ha inclòs una interfície d'usuari gràfica basada en el framework Qt que utilitza menús i quadres de diàleg per donar accés a moltes ordres integrades. El conjunt de dades es pot veure o editar en format de full de càlcul. A partir de la versió 11, es poden executar altres ordres mentre s'obre el navegador de dades o l'editor.

## Història
El desenvolupament de Stata va començar el 1984, inicialment per William (Bill) Gould i més tard per Sean Becketti. Originalment, el programari estava pensat per competir amb programes estadístics per a ordinadors personals com ara SYSTAT i MicroTSP. Stata es va escriure, aleshores com ara, en el llenguatge de programació C, inicialment per a ordinadors amb el sistema operatiu DOS. La primera versió es va publicar el 1985 amb 44 ordres.